# Мамуза
Мамуза је метална направа причвршћена на јахачеву обућу, којом јахач подбада коња.
Већ у старом веку се користила у облику оштрог шиљка, носила се само на једној нози. За време династије Меровинга, причвршћује се за ногу каишем провученим кроз ушице при крају мамузног лука, а за време династије Каролинга каиш је био причвршћен са чавлићима на рубу тог лука. Од деветог до десетог века шиљак мамузе знатно се продужује. У доба крсташких ратова окренут је често према горе или доле. Крајем средњег века ставља се уместо шиљка назубљени точкић. У феудалном периоду, златне мамузе сматране су симболом витештва, а сребрне симболом штитоноше.
У Хрватској су пронађени сви типови мамуза од римског доба па на даље. Највреднији налаз су позлаћене сребрне и бронзане старохрватске мамузе из периода од седмог до деветог века пронађене у месту Бискупија поред Книна.